# An Empty Bliss Beyond This World
An Empty Bliss Beyond This World (en español: Una dicha vacía más allá de este mundo) es el noveno álbum de estudio de The Caretaker, un proyecto de música ambient del músico inglés Leyland Kirby. El proyecto se lanzó el 1 de junio de 2011 a través del sello History Always Favours the Winners.
El disco se basa en un estudio sobre personas con enfermedad de Alzheimer que pueden recordar la música que escuchaban cuando eran más jóvenes, así como dónde estaban y cómo se sentían al escucharla. El álbum utiliza muestras de discos utilizados en salones de baile previo a la Segunda Guerra Mundial que Kirby compró en Brooklyn en diciembre de 2010. Kirby siguió desarrollando la temática del Alzheimer a través de 2016 a 2019 en la serie de álbumes Everywhere at the End of Time.
An Empty Bliss Beyond This World es el álbum más exitoso de The Caretaker; recibió aclamación crítica tras su lanzamiento y ganó varios reconocimientos en listas publicadas sobre los mejores álbumes de 2011. Pitchfork lo llamó el 75 mejor álbum de la primera mitad de la década de 2010, así como el 14 mejor álbum ambient de todos los tiempos.

## Concepto
An Empty Bliss Beyond This World refleja, con sonidos rotos, la mente de un paciente con Alzheimer que lucha por recordar partes de su vida. El álbum se basó en un estudio de 2010 sobre la capacidad de las personas con esta enfermedad de recordar la música de su tiempo, así como su contexto dentro de la vida del paciente. El proyecto The Caretaker fue inspirado por la música de salón en películas como Carnival of Souls (1962), El resplandor (1980) y la serie de televisión Pennies from Heaven (1978), que llevó a Kirby a explorar temas de pérdida de memoria: «Es bien sabido que a medida que las personas envejecen, comienzan a ver personas muertas, personas del pasado, y esa es su realidad debido a que el cerebro está fallando. Me interesan mucho este tipo de historias. La música probablemente es lo último que se pierde para muchas personas con Alzheimer avanzado».
El crítico Rowan Savage comparó el álbum con la novela de Mark Z. Danielewski «La casa de hojas» (2000) debido a su «espacio sin fin y temerosamente cavernoso (el salón de baile) existiendo oculto por las limitaciones engañosas de la familiaridad doméstica» representado con un sonido profundo y resonante. Algunas pistas en An Empty Bliss aparecen dos veces, pero se muestrean de manera diferente, como la pista «An Empty Bliss Beyond This World» y «Mental Caverns Without Sunshine». Kirby explicó que esto se hizo para darle una sensación de déjà vu al álbum: «Inmediatamente después de escucharla por primera vez, ya estás cuestionando dónde has escuchado esta canción antes». La segunda versión de «Mental Caverns Without Sunshine» solo dura la mitad que la primera. Según Savage, los aspectos repetitivos del álbum cuestionan al oyente si «su sentido de familiaridad surge de los bucles en sí mismos o de la pátina inherente en el disco de tocadiscos rayado como tal».
An Empty Bliss tiene temas retrofuturistas de disputas entre el pasado lejano y el futuro imaginado, similar a Into Outer Space with Lucia Pamela (1969). Savage etiquetó el álbum como un comentario sobre la música moderna que «coloniza» y «dehistoriciza» las obras del pasado. También comparó el álbum con la canción «War Songs», donde Gary Numan canta «Soy Vera Lynn», como una evocación peculiar de los años 30 y 50 a través de una música electro oscura de los años 80. Savage explicó: «Es como si Kirby, hablando a una generación postmoderna empapada en un revivismo congelado en piedra [...] estuviera preguntando: "¿Llamas a eso retro? Esto es retro" (pero también, esto es lo que es retro, y puede que no sea la apropiación cómoda a la que estás acostumbrado/a)».

## Producción
Inicialmente, Kirby no tenía planeado hacer An Empty Bliss. Su creación comenzó cuando compró una colección de numerosos discos de música de salón de baile en una tienda de Brooklyn en diciembre de 2010, por diez dólares. Los discos permanecieron sin usar durante un tiempo, hasta que estuvo en un apartamento en Berlín, donde pasó alrededor de un mes grabándolos en un tocadiscos roto. Luego transfirió las grabaciones a un grabador digital que obtuvo mientras vacacionaba en España durante las erupciones del Eyjafjallajökull en 2010. Para cuando se mudó a otro apartamento, editó y mezcló las grabaciones. La obra de arte, llamada Happy In Spite, fue pintada en 2010 por el amigo de Kirby de toda la vida, Ivan Seal.

## Reconocimientos
An Empty Bliss Beyond This World llegó al puesto 22 en la lista de los «50 mejores álbumes de 2011» de Pitchfork. Luego llegó al puesto 75 en la lista de la publicación de los mejores álbumes de la primera mitad de la década de 2010 (2010 a 2014) y al puesto 14 en su lista de los mejores álbumes ambient de todos los tiempos. Gorilla vs. Bear lo ubicó en el puesto 14 en su lista de los mejores álbumes de 2011, con el escritor Chris llamándolo alguna de la «música anónima más bella y desgarradora que nunca supimos que necesitábamos», mientras que la revista Uncut lo ubicó en el puesto 47 en su lista de fin de año. En 2013, el álbum ocupó el puesto 79 en una lista de «Los 130 mejores álbumes» de los últimos cinco años de Beats per Minute.
An Empty Bliss Beyond This World ocupó el cuarto lugar en la lista de fin de año de Tiny Mix Tapes de las mejores publicaciones de 2011, con el periodista Embling describiendo el LP como «relevante y necesario» debido al aumento en el número de películas ese año que eran «revisiones antiguas, historias de principios del siglo XX convenientemente hechas, y recreaciones brillantes de un mundo que nunca existió, tal como a veces desearíamos que hubiera sido.» Estas películas incluyeron Captain America: The First Avenger, Midnight in Paris, The Artist y Hugo. Embling escribió que con el álbum, «Leyland Kirby presentó los 78s de preguerra en su condición actual de decadencia, como un testimonio de las cosas que no se pueden restaurar, esas personas, momentos y recuerdos perdidos en el tiempo, fuera de alcance y para siempre irrecuperables».

## Lista de canciones
| N.º   | Título                                             | Duración |  |
| 1.    | «All You're Going to Want to Do Is Get Back There» | 3:46     |  |
| 2.    | «Moments of Sufficient Lucidity»                   | 3:47     |  |
| 3.    | «The Great Hidden Sea of the Unconscious»          | 3:02     |  |
| 4.    | «Libet's Delay»                                    | 3:26     |  |
| 5.    | «I Feel as If I Might Be Vanishing»                | 1:55     |  |
| 6.    | «An Empty Bliss Beyond This World»                 | 4:19     |  |
| 7.    | «Bedded Deep in Long Term Memory»                  | 1:48     |  |
| 8.    | «A Relationship with the Sublime»                  | 3:36     |  |
| 9.    | «Mental Caverns Without Sunshine»                  | 3:13     |  |
| 10.   | «Pared Back to the Minimal»                        | 1:45     |  |
| 11.   | «Mental Caverns Without Sunshine»                  | 1:35     |  |
| 12.   | «An Empty Bliss Beyond This World»                 | 3:48     |  |
| 13.   | «Tiny Gradiations of Loss»                         | 2:52     |  |
| 14.   | «Camaraderie at Arms Length»                       | 4:45     |  |
| 15.   | «The Sublime Is Disappointingly Elusive»           | 1:44     |  |
| 45:21 |                                                    |          |  |

| Bonus tracks |                     |          |  |
| N.º          | Título              | Duración |  |
| 16.          | «Fleeting Dreams»   | 3:03     |  |
| 17.          | «The Story Is Lost» | 3:58     |  |
| 52:26        |                     |          |  |